# Ctenidiosomus traubi
Ctenidiosomus traubi är en loppart som beskrevs av Johnson 1957. Ctenidiosomus traubi ingår i släktet Ctenidiosomus och familjen Pygiopsyllidae. Inga underarter finns listade i Catalogue of Life.